# Ґенґста
Ґенґста (яп. ギャングスタ, Gyangusuta) — манґа, написана та проілюстрована Косуке. Публікується в щомісячному журналі Comic Bunch видавництва Shinchosha з березня 2011 року. На основі серіалу було створено спіноф манґи, радіопостановку, аніме-серіал та роман. Цей аніме-серіал був останнім, створеним анімаційною студією Manglobe перед її банкрутством. В Україні манґа випускається видавництвом Varvar Publishing.

## Сюжет
У криміногенному місті Ергастул існує група людей із надзвичайною силою та швидкістю, яких називають «Сутінковими». Вони визначають атмосферу міста завдяки своїй постійній напрузі з нормальними мешканцями, а впливові угруповання міста — сім'я Корсіка, сім'я Монро, сім'я Кріштіану та гільдія Полклі — використовують їх для підтримання крихкої рівноваги в місті.
Ворік Арканджело і Ніколас Браун — давні друзі та партнери по бізнесу нейтрального угруповання «Різнороби». Як найманці, вони готові братися майже за будь-яку роботу, аби забезпечити своє існування. Одного дня вони отримують від поліції здавалося б звичайне завдання: вбити сутенера-конкурента та його повію. Однак це завдання виявляється далеко не таким простим, як здавалося на перший погляд. Воно відкриває перед ними небезпечний шлях і запускає події, здатні назавжди змінити самі основи Ергастула.

## Персонажі

### Головні герої
Ворік АрканджелоПартнер Ніка як Різнороб. Його жорстокий батько найняв Ніка особистим охоронцем Воріка, але Нік убив насильницьку родину Воріка (з його дозволу) у нападі гніву, побачивши, як батько Воріка втиснув запалену сигарету в ліве око свого сина, на якому він тепер носить пластир. Він працював як жиголо з тринадцяти років і вважає це своєю основною роботою. Він дуже розумний і має гіпертимезію, що дозволяє йому запам'ятовувати величезну кількість інформації. Має з собою пістолет M1911A1.
Ніколас БраунПартнер Воріка як Різнороб. Нік — це результат того, що колишній найманець West Gate Гастон Браун переспав із Сутінковою повією. Гастон напоїв повію з метою уникнути найму в Мічених найманців, і вбив жінку після народження Ніка. Гастон погано поводився з Ніком, бо бачив у ньому тільки монстра. Нік є глухим, і спілкується переважно жестовою мовою, але має винятково сильний зір і володіє навичками читання з губ. Будучи дитиною, він був найнятий сім'єю Арканджело, щоб стати охоронцем Воріка. Як і всі Сутінкові, він ідентифікується жетоном, який він носить. З його природними здібностями, його рівень B/5, але після передозування целебри рівень стає A/0.
Алекс БенедеттоКолишня повія. Вона приєдналася до Воріка і Ніка після того, як вони і поліція усунули банду, на яку вона працювала, і Ворік вирішує пощадити її життя. Раніше Алекс була під контролем Баррі Аббота, який підозрюється в накачуванні її наркотиками, щоб зробити її більш покірною. Вона вчить жестову мову, щоб краще спілкуватися з Ніком, і кілька разів втішала Воріка, коли той страждав від нічних жахів. Вона спокійна, турботлива і не боїться насильства. Вона розкрилася як талановита співачка й іноді працює в сім'ї Кріштіану в цій ролі. У неї є молодший брат на ім'я Еміліо, якого вона підтримувала, працюючи, але вони не бачилися з дитинства.

### Другорядні персонажі
Доктор ТеоЛікар, який постачає Ніку та іншим Сутінковим Целебру та інші ліки. Він керує невеликою клінікою в Окрузі 7 і намагається залишатися нейтральним між конкуруючими бандами. У нього немає двох пальців на лівій руці. Доктор Тео добра людина, крім тих моментів, коли Ніні або його клініці щось загрожує.
НінаМолода дівчина, яка працює медсестрою в клініці доктора Тео та є близькою подругою Воріка та Ніколаса.
Чад АдкінсОфіцер поліції в Ергастулі. Він наймає Ніка та Воріка виконувати роботу для поліції, і йому часто доводиться прибирати їхні безлади, коли вони потрапляють у біду. У манзі є вказівки на те, що коли Нік і Ворік були підлітками, Едкінс був для них як захисник і сурогатний батько.
Деніель МонроБос мафії та голова однієї з трьох головних «банд» в Ергастулі. Колишній роботодавець Ніка.
ДелікоСутінковий рангу D/0, який працює на родину Монро.
Лоретта Кріштіану АмодіоЧотирнадцятирічна дочка колишнього боса і нинішнього лідера сімейства Кріштіану. Вона використовує ресурси своєї сім'ї, щоб допомогти Сутінковим у біді. Вона керує нічним клубом «Bastard», а її спільниками та фактичними захисниками є Марко Адріано (який має надлюдську силу) і Галахад Воер (Сутінковий).
Сер Джина ПолкліЇї підлеглі називають її «сером». Вона є Сутінковою та головою гільдії Полклі, яка приймає та наймає Сутінкових-вигнанців. Джина твердо вірить у три закони, які регулюють Сутінкові, що ґрунтуються на трьох законах робототехніки: жодних дій не можна вживати щодо «нормальних», підкорятися своєму господареві, захищати себе. Вона вища, ніж Нік, що дуже його напружує.
ДжинджерВисокопоставлена Сутінкова і член гільдії Полклі. Є ймовірність, що вона коханка Джини Полклі. Її ранг S/5.
ДугСутінковий рангу A/0, як і Нік. Він працював у гільдії Полклі і був сусідом по кімнаті з Галахадом Воером.
Джоел РавоСтара жінка, яка працює в магазині в Ергастулі. Часто є клієнтом Різноробів.

Уран КорсікаГлава родини Корсіка. У нього великий шрам на лобі. Він відчуває сильну неприязнь до Сутінкових.
Констанс РавоВласниця магазину зброї. Підтримує дружні стосунки з Різноробами.

## Медіа

### Манґа
Манґа, написана та проілюстрована Косуке, була представлена в березні 2011 року в журналі Monthly Comic @ Bunch видавництва Shinchosha. Це була перша серія манґи авторки після того, як вона дебютувала в Shōnen Gangan у 2009 році з коротким оповіданням. У листопаді 2015 року серіал був припинений через стан здоров'я Косуке. У січні 2016 року вона написала в Twitter, що готується відновити манґу. Публікацію було відновлено 20 травня 2017 року. У березні 2025 року Varvar Publishing анонсували публікацію серії українською мовою, починаючи з літа того ж року.
Манґа надихнула на створення спінофу під назвою Gangsta: Cursed. EP_Marco Adriano, яка почала виходити в четвертому томі щоквартального журналу Go Go Bunch. Спінофу передував пролог у третьому томі, який був випущений 9 квітня 2014 року. Ілюстратором є Шюхей Камо. Gangsta: Cursed. EP_Marco Adriano фокусується на члені мафії Марко Адріано, персонажі з оригінальної манґи. Перший том вийшов 9 липня 2015 року. Go Go Bunch припинив публікацію в 2018 році, а останній розділ манґи був представлений в останньому випуску 9 лютого 2018 року.

#### Список томів
| № | Дата виходу   | ISBN                   |
| - | ------------- | ---------------------- |
| 1 | 8 липня 2011  | ISBN 978-4-10-771625-5 |
| 2 | 7 січня 2012  | ISBN 978-4-10-771646-0 |
| 3 | 9 липня 2012  | ISBN 978-4-10-771667-5 |
| 4 | 9 лютого 2013 | ISBN 978-4-10-771694-1 |
| 5 | 9 жовтня 2013 | ISBN 978-4-10-771719-1 |
| 6 | 9 липня 2014  | ISBN 978-4-10-771754-2 |
| 7 | 9 липня 2015  | ISBN 978-4-10-771826-6 |
| 8 | 9 травня 2018 | ISBN 978-4-10-772081-8 |

##### Gangsta: Cursed. EP_Marco Adriano
| № | Дата виходу   | ISBN                   |
| - | ------------- | ---------------------- |
| 1 | 9 липня 2015  | ISBN 978-4-10-771828-0 |
| 2 | 9 січня 2016  | ISBN 978-4-10-771868-6 |
| 3 | 8 жовтня 2016 | ISBN 978-4-10-771923-2 |
| 4 | 9 червня 2017 | ISBN 978-4-10-771985-0 |
| 5 | 9 травня 2018 | ISBN 978-4-10-772080-1 |

### Радіопостановка
Манґа була адаптована до серії компакт-дисків із радіопостановками, випущених Frontier Works, перший з яких вийшов 21 серпня 2014 року. Спочатку планувалося, що серія завершиться третім компакт-диском, але станом на червень 2015 року було випущено п'ять. У листопаді 2015 року було оголошено, що шостий і сьомий компакт-диски, заплановані на 25 листопада 2015 року та 27 січня 2016 року відповідно, були відкладені до подальшого повідомлення. Зрештою вони були випущені в березні та травні 2016 року.
| Номер | Дата випуску    |
| ----- | --------------- |
| 01    | 21 серпня 2014  |
| 02    | 29 жовтня 2014  |
| 03    | 24 грудня 2014  |
| 04    | 29 квітня 2015  |
| 05    | 24 червня 2015  |
| 06    | 23 березня 2016 |
| 07    | 25 травня 2016  |

### Аніме
Аніме-адаптацію було оголошено через обгортку на шостому томі манґи. Пізніше було підтверджено через офіційний обліковий запис серіалу в Твіттері, що це буде телевізійне аніме, яке буде створено Manglobe. Це став їхнім останнім аніме-серіалом до того, як студія зазнала банкрутства. Режисерами серіалу є Шюко Мурасе та Коічі Хацумі, дизайнером персонажів — Йоїчі Уеда, а композитором — Tsutchie. Додаткова команда включає Масахіро Кубота (художній дизайн), Масатоші Кай (арт-директор), Юуко Сайто (кольоровий дизайн) і Шінобу Цунекі (дизайн реквізитів). Акторський склад радіопостановки повернувся, щоб озвучити своїх героїв в аніме. Початковою темою є «Renegade» від STEREO DIVE FOUNDATION, а завершальною темою у виконанні Аннабель є «Country of the Night» (яп. 夜の国, Yoru no Kuni).
Серіал почав трансляцію в Японії 1 липня 2015 року на Asahi Broadcasting Corporation (ABC), Tokyo MX, TV Aichi та BS11. Трансляція також відбувалася на платформах Bandai Channel і Niconico.

#### Домашнє відео
Перші два епізоди були випущені на Blu-ray/DVD 25 вересня 2015 року, кожні наступні дві серії спочатку планувалося випускати раз на місяць, після чого 24 лютого 2016 року мав би вийти повний бокс-сет. Однак, починаючи з третього тому, випуск домашнього відео було відкладено до подальшого повідомлення. Випуски нарешті відновилися через 16 місяців після початкової затримки: третій том вийшов 24 березня 2017 року, а шостий і останній том — одночасно з повним набором 23 червня 2017 року.

### Роман
Оригінальний роман, заснований на серіалі і написаний Джюнічі Кавабатою, був випущений 1 серпня 2015 року в рамках серії Shinchosha Bunko nex.

## Сприйняття
Ребекка Сільверман, рецензуючи перший том для Anime News Network, поставила загальну оцінку B+, давши сюжету оцінку B+, а художньому оформленню — B. Вона позитивно оцінила персонажів та історію, зазначивши, що авторка «робить цікаві вибори для своїх персонажів», але відчула, що художнє оформлення місцями було неякісним, звернувши увагу на зображення, яке було використано тричі, і прокоментувавши, що назва міста «звучить як якийсь шлунковий розлад». Переглядаючи другий том, вона відзначила покращення художнього стилю авторки та похвалила розвиток Воріка, але розкритикувала меншу присутність Алекс. Вона також позитивно оцінила третій том, написавши: «Ця манґа настільки сувора, що ніби хочеться здерти собі шкіру після її прочитання, але це все з метою, яка починає ставати дедалі зрозумілішою, і буде відчуватися, що чекати на четвертий том доведеться дуже довго».
Переглядаючи перші три серії аніме, Габріелла Екенс заявила, що це «мляве виконання багатообіцяючої історії». Вона також розкритикувала музичний супровід та анімацію серіалу. Однак вона заявила, що з нетерпінням чекає на серіал, і що «його недоліки так само інтригуючі, як і сильні сторони».